# Mięczak zakaźny
Mięczak zakaźny (łac. molluscum contagiosum) – choroba wywoływana przez DNA-wirus z grupy ospy (Poxvirus), objawiająca się zmianami na skórze o charakterze twardych woskowobiałych guzków (w piśmiennictwie anglojęzycznym jest to grudka).

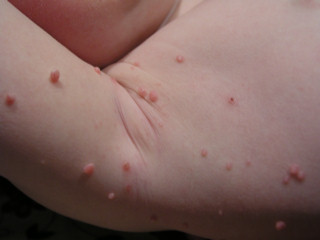
Zmiany mięczakowe w okolicy pachy

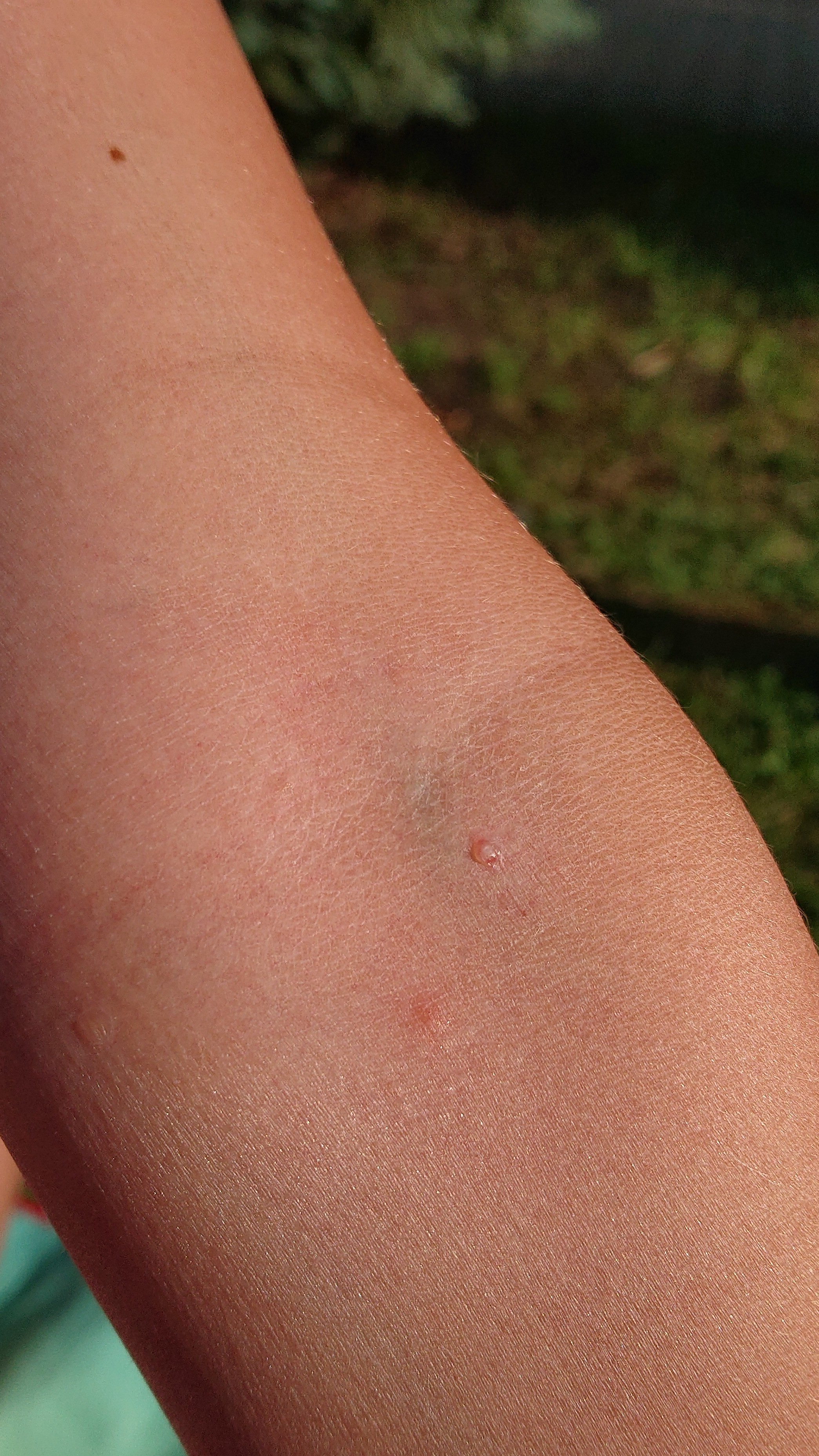

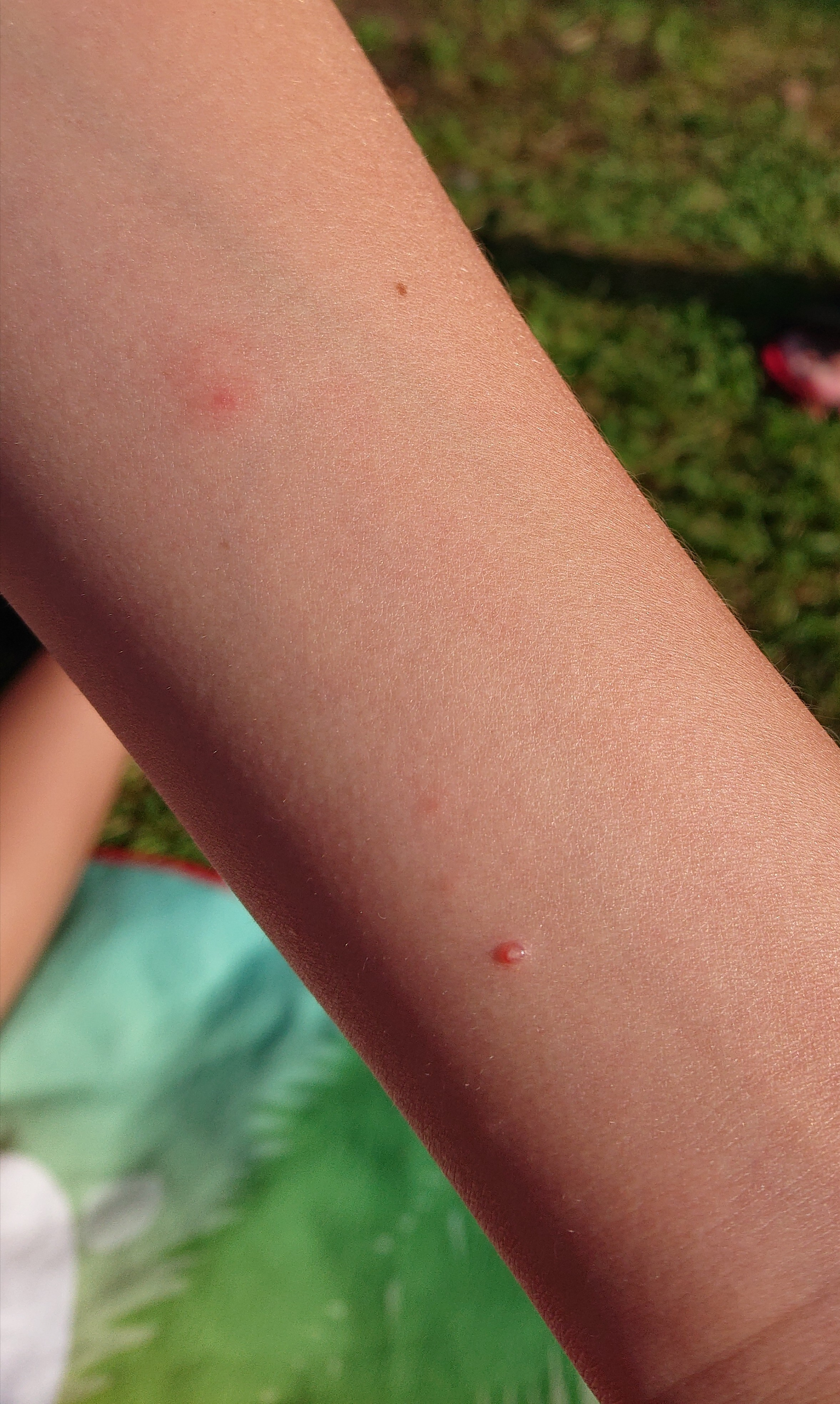

## Etiologia
Chorobę wywołuje wirus z grupy ospy (Poxvirus), MCV (molluscum contagiosum virus). Jak sama nazwa wskazuje, zakaźność jest bardzo duża. Wyróżnia się cztery typy wirusa, MCV-1 do MCV-4, z których najpowszechniejszy jest MCV-1. Nie wykazano aby któryś typ MCV miał predylekcję do określonych okolic ciała, tak jak jest to w przypadku wirusa opryszczki. Genom wirusów z grupy MCV składa się z pojedynczej cząsteczki dwuniciowego DNA.

## Epidemiologia
Większą podatność na zakażenie wykazują dzieci i osoby z niedoborami odporności, często jednocześnie występuje atopowe zapalenie skóry. Najwięcej zachorowań odnotowuje się w grupach wiekowych dzieci do 5 lat i młodych dorosłych od 15 do 29 lat. Ocenia się, że w USA mięczak zakaźny stanowi około 1% rozpoznań dermatologicznych. Często występuje wraz z innymi chorobami przenoszonymi drogą płciową. Ten ostatni fakt, jak również niedobory odporności u chorych z HIV, sprawia, że mięczak zakaźny spotykany jest u około 20% zakażonych HIV.

## Objawy i przebieg
Wykwitem pierwotnym jest guzek wielkości 2–6 mm, o kształcie zbliżonym do okrągłego, woskowobiałej barwy, błyszczący, sprawiający wrażenie przeświecającego. Charakterystyczne jest pępkowate wgłębienie w części środkowej, widoczne zwłaszcza w większych zmianach. Po nakłuciu i ucisku guzka wydobywa się z niego kaszowata treść perłowego koloru. Niekiedy można stwierdzić dodatni objaw Köbnera.
Guzki są liczne, najczęściej lokalizują się na skórze rąk, twarzy i narządów płciowych, ale mogą być obecne w każdej innej lokalizacji, także na błonach śluzowych. Może wystąpić świąd lub bolesność zmian. Zejście guzka nie pozostawia blizny.

## Obraz histologiczny

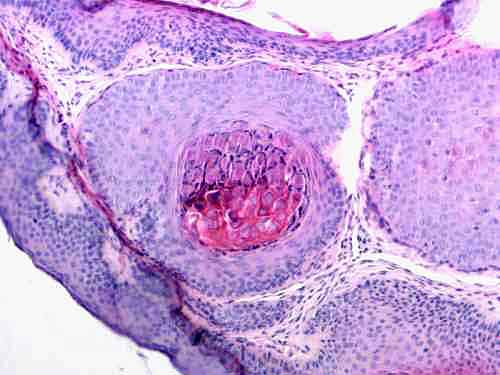
Histologia mięczaka zakaźnego

Zmiany histologiczne w zakażeniu MCV są bardzo charakterystyczne. Polegają na zrazikowatym przeroście naskórka połączonym z ogniskowym wnikaniem naskórka w głąb tkanki łącznej. W komórkach warstwy kolczystej naskórka obserwuje się liczne, początkowo kwasochłonne, później zasadochłonne cytoplazmatyczne wtręty, tzw. ciałka mięczakowate (molluscum bodies). Są to owalne, homogenne ciała o średnicy 15–35 μm; początkowo widoczne są w komórkach warstwy kolczystej naskórka, mogą jednak znaleźć się w keratynocytach każdej warstwy naskórka. W warstwie podstawnej naskórka można stwierdzić zwiększenie objętości keratynocytów, ich jądra również są powiększone. W warstwie kolczystej natomiast komórki posiadają jądra spłaszczone i zepchnięte na obwód. Zakażone komórki przesuwają się ku powierzchni i z warstwy rogowej "wysypują się" do światła krypt, utworzonych przez rozrastający się naskórek. Zmianom może towarzyszyć miernie nasilony odczyn zapalny. Komórki z ciałkami mięczakowatymi stwierdza się także w preparacie z wyciśniętych z guzka mas, wybarwionym metodą Giemsy.

## Różnicowanie
- Prosaki (milia)
- Rogowiak kolczystokomórkowy (keratoacanthoma)
- Rak podstawnokomórkowy (basalioma)
- Kępki żółte (xanthoma)
- Kłykciny kończyste (condylomata acuminata)
- Brodawki młodocianych (verrucae juveniles)
- Gruczolak syringialny (syringoma)

## Leczenie
Leczenie wyłącznie objawowe, łyżeczkowanie, krioterapię albo mechaniczne wyciskanie treści guzków. Stosuje się nalewkę jodową, azotan srebra, wodorotlenek potasu, roztwór podofiliny lub fenolu po zabiegach. Mięczak zakaźny często ustępuje samoistnie. W przypadku nasilonych zmian stosuje się antyhistaminiki (cymetydyna), leczenie złuszczające (kantarydyna), imikwimod, retinoidy, a także leki antywirusowe.

## Historia
Jednostkę chorobową jako pierwszy opisał angielski dermatolog Thomas Bateman (1778-1821) w 1817 roku. Używane niekiedy synonimy molluscum contagiosum to zespół Batemana (Bateman's syndrome), epithelioma contagiosum, molluscum epitheliale, condyloma porcelaneum, molluscum sebaceum.